# Futball-labda

A FIFA által javasolt futball-labda szerkezete az arkhimédészi testek egyike, a csonkított ikozaéder A futball-labda paneljei a belső levegő nyomása miatt kidudorodnak és kialakul a gömb forma

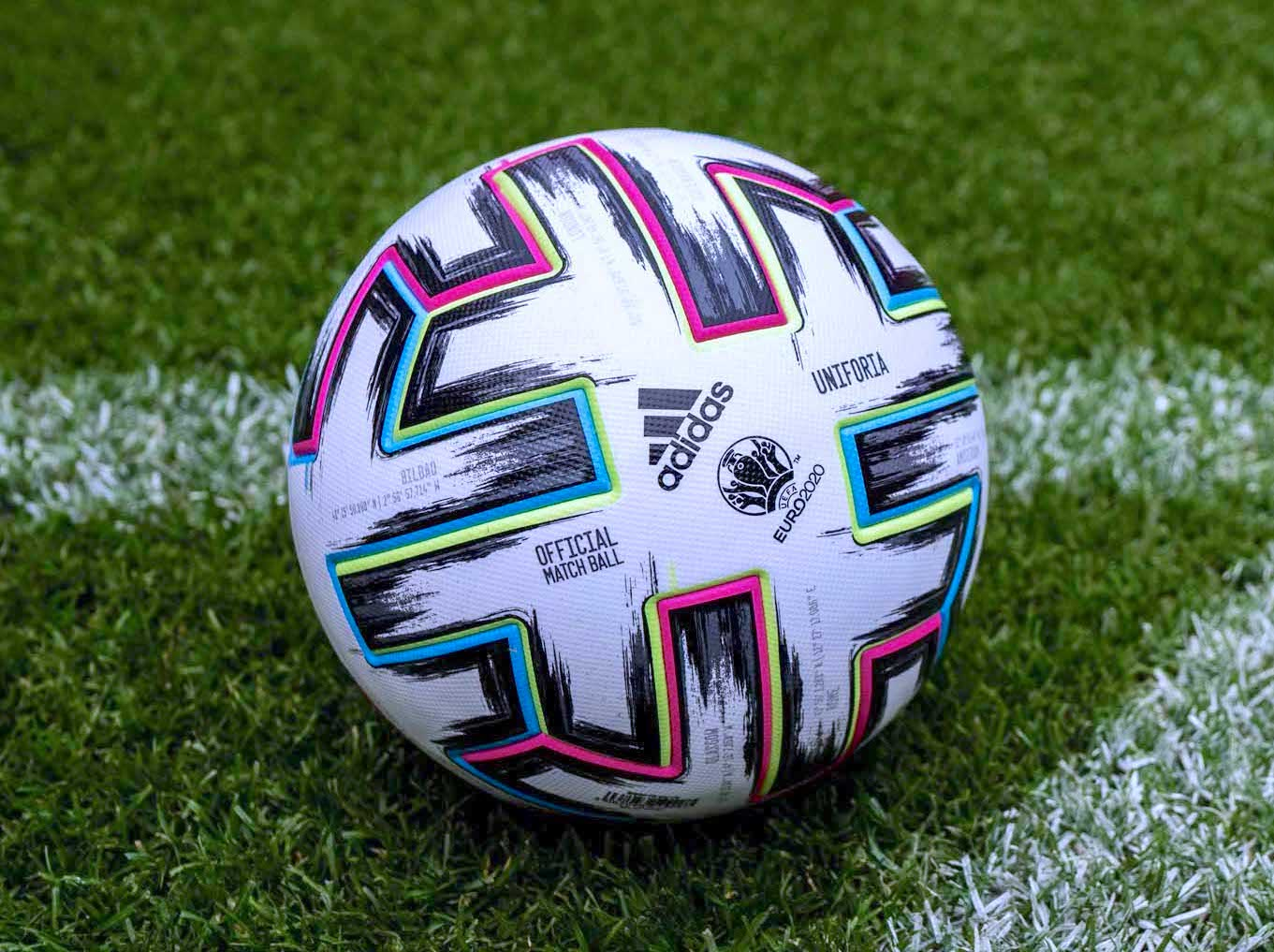
Uniforia, a hivatalos EURO 2020 meccslabda, amely lehetővé teszi a labda jobb láthatóságát a pályán, ugyanazokkal a formákkal és anyagokkal rendelkezik, mint a Telstar World Cup 2018 labda

A futball-labda a labdarúgásban rendszeresített labda, sporteszköz. Az 5-ös méretű labda normál felnőtt méret. Kerülete: 68–70 cm. Súlya: 410-450 gramm. A labda fejlődése során a gömb külső burkolatát alkotó szegmensek száma konstrukciónként változott. A Nemzetközi Labdarúgó-szövetség hivatalos elvárása, hogy a labda 32, 5, 4, 3 méretű panelt tartalmazzon (20 hatszög és 12 ötszög). A labda kerülete 68,5-69,5 cm, az ilyen labda súlyát 420-445 gramm közé teszik. 20 °C hőmérsékleten a visszapattanás: 120–150 cm. A legtöbb futball-labda műanyagból, poliuretánból vagy polivinilkloridból készül. Kopásálló, rugalmas, valamint a víznek és a hidegnek ellenálló, szintetikus anyagokkal kombinált erős és rugalmas anyagból, amely a modern futball labdától elvárt tulajdonságokkal rendelkezik. Csak azok a labdák kapják meg a rangos FIFA minőségi címkéket, amelyek teljesítették a szigorú tesztelési eljárást.
 A FIFA csak olyan labdákat enged a világ legnagyobb sporteseményére, amelyeket „gyermekmunkamentes” gyárakban készítettek. Szigorú követelményeket ír elő a FIFA a labda gömbölyűségével kapcsolatban is, hogy a minősített labda minden körülmények között megtartsa a tökéletes gömb formáját. A gömbképességet FIFA szabályok határozzák meg, amelynek a mérésére a koordináta-mérőgép (CMM) szolgál.  A különböző gyártók által, a labdák szelvényeinek ragasztása és a felületén kialakított mintázatok módosulásai jelentősen megváltoztathatják a repülő futball-labdák stabilitását és pályáját.

## Története

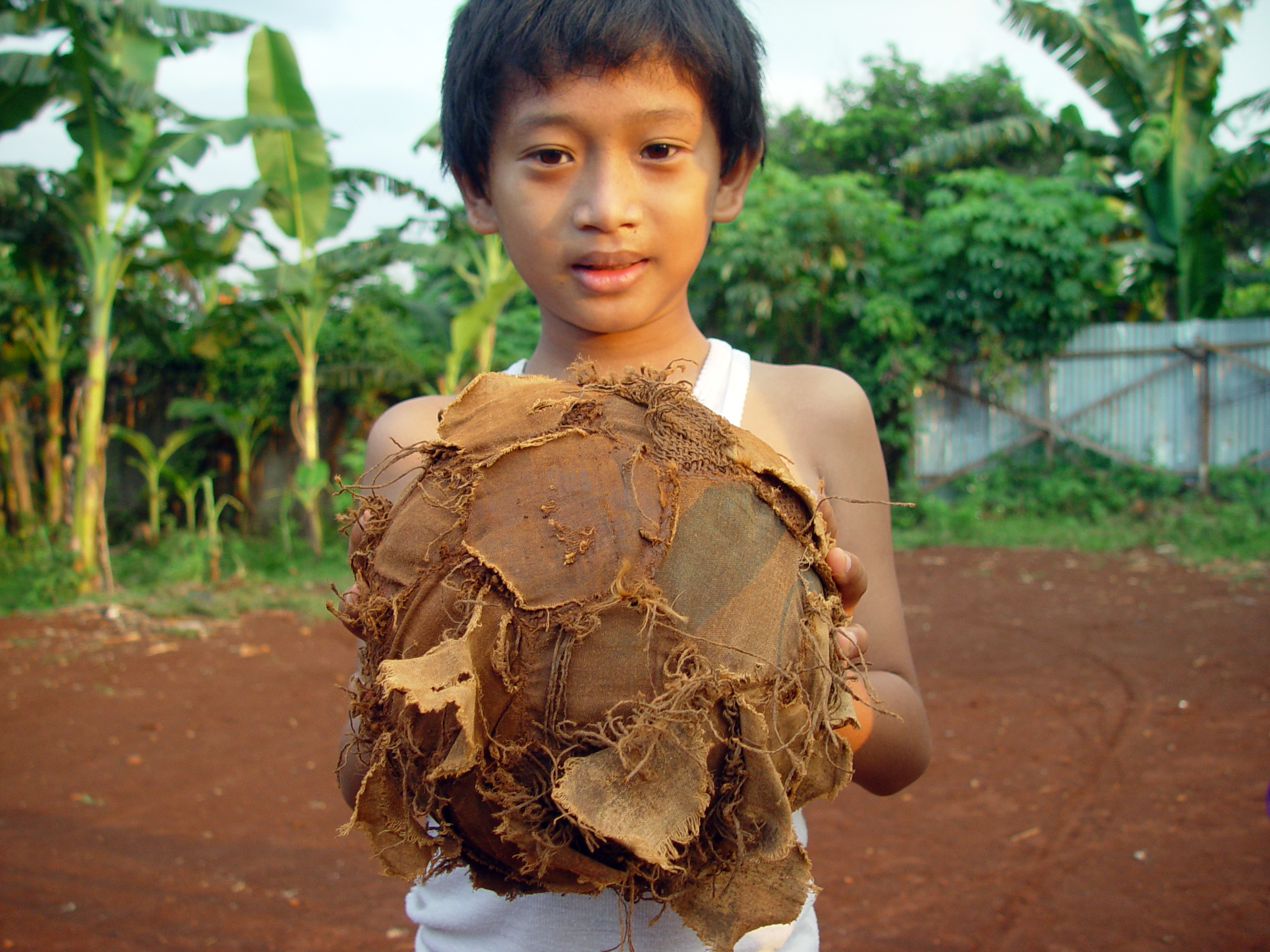
Fiatal fiú Jakartában, egy kopott, rongyos futball-labdával (2004)

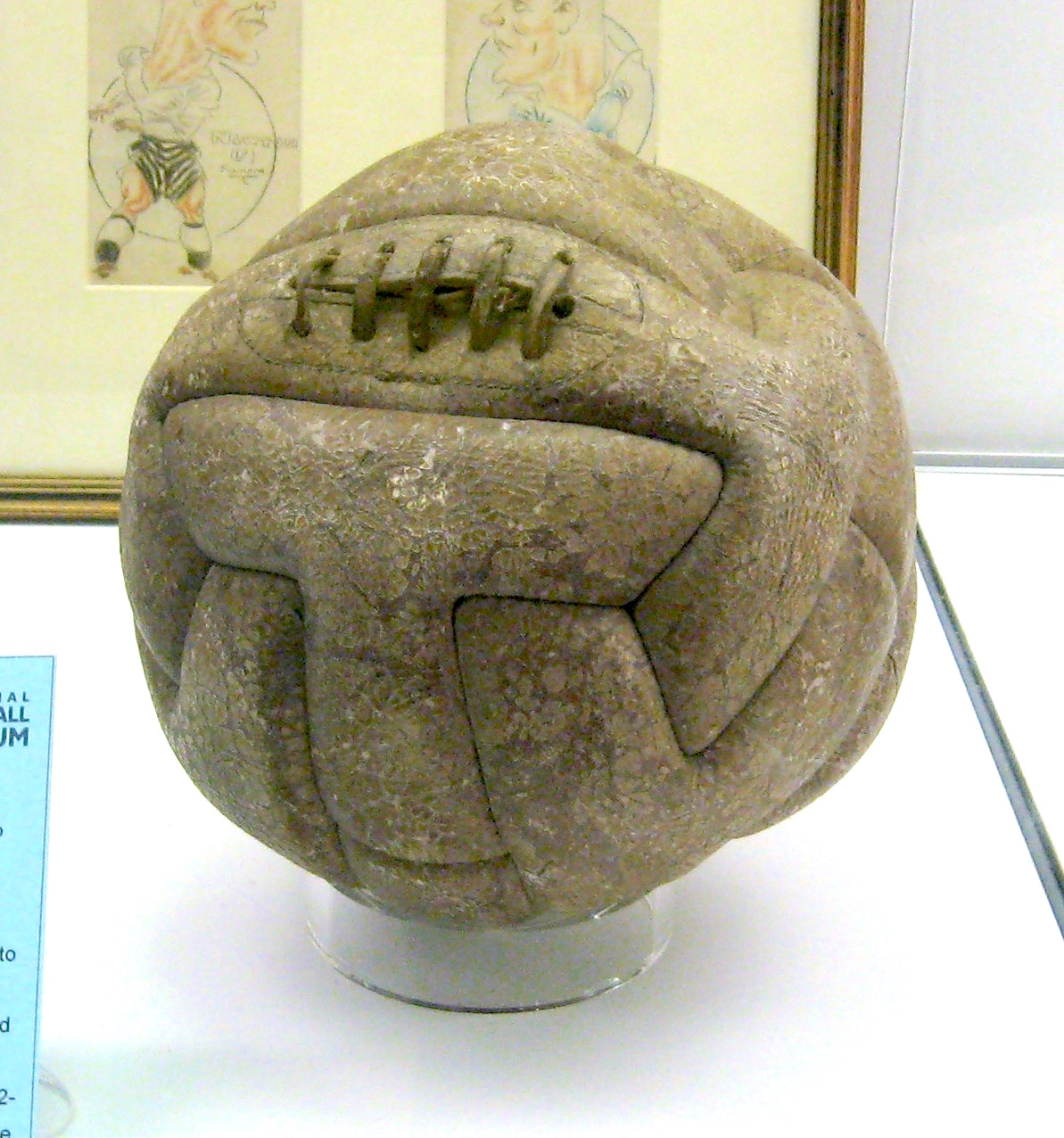
Az 1930-as labdarúgó-világbajnokság döntőjében használt uruguayiak által választott fűzős futball-labda

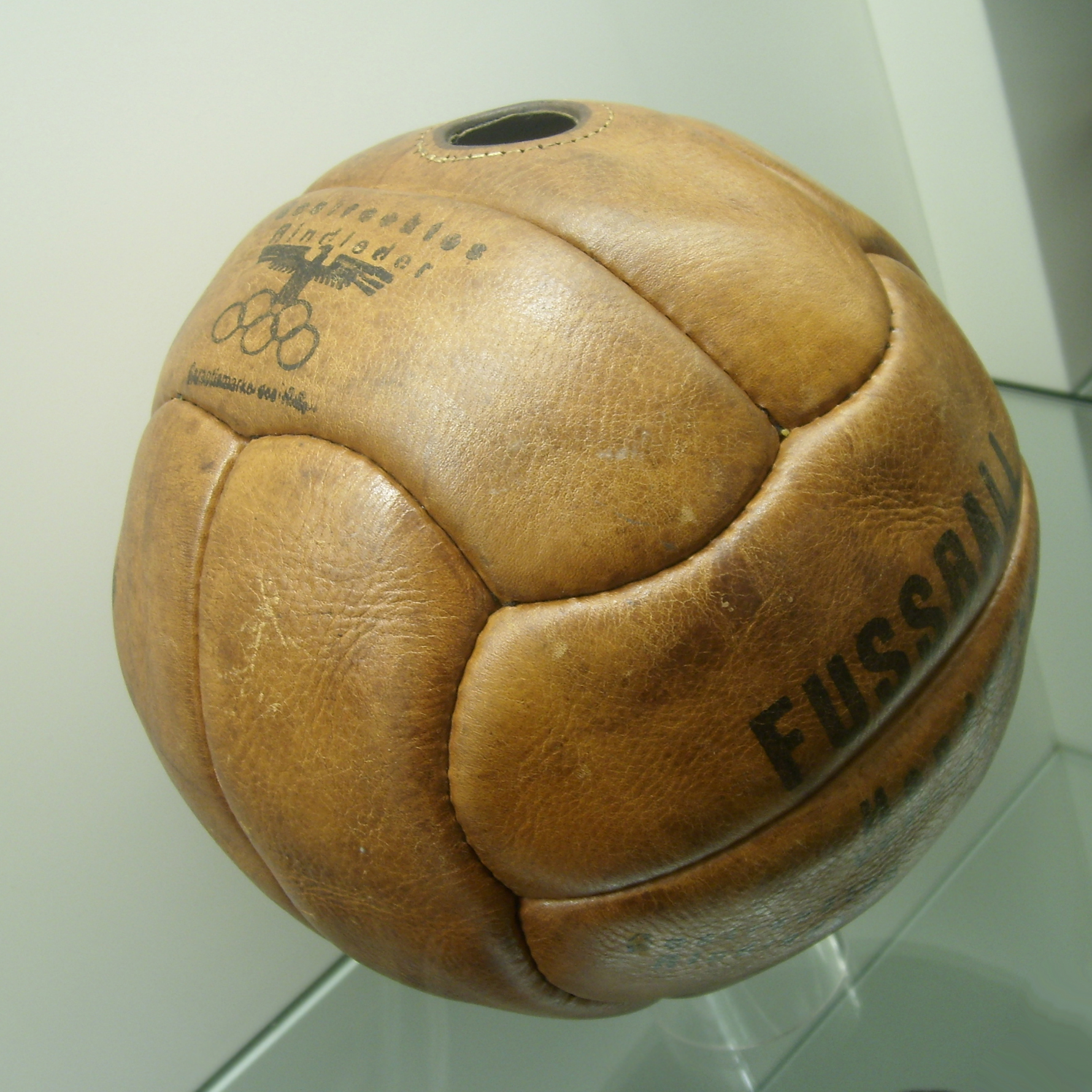
Az 1936-os berlini olimpia egyik futball-labdája

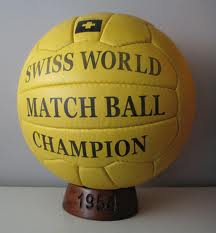
Az 1954-es labdarúgó-világbajnokság labdája

A történelem során többféle labdát alkalmaztak szórakozásra, hasznos időtöltésre, színpadi és játszótéri bemutatókra. Eleinte megkülönböztettek női és férfi labdákat, illetve az egyes labdajátékokhoz kapcsolódó sportszereket. A labda anyaga, felhasználási módja is igen változatos fejlődésen ment át. A klasszikus futball-labda kialakulásához az 1848-ban írásba foglalt Cambridge-i Szabályok vezettek, amikor a sportág elvált a rögbitől és megalakult az egyetemi láblabda klub (University Foot Ball Club). Az 1863-ban lefektetett labdarúgó-szövetségi szabályok lefektetése után a labdarúgás önálló útra tért és részletesen kidolgozták a labdarúgás modern rendszerét. Több évtizednek kellett azért eltelnie ahhoz, hogy a FIFA kezdeményezze a nemzetközi mérkőzéseken az egységes labda alkalmazását.
A futball-labda eleinte úgy nézett ki, mint a mai röplabda vagy vízilabda, azaz hosszúkás szeletekből varrták. A labda nyolc hosszú panelből állt, amelyek a gömb két pólusánál kapcsolódtak egy-egy nyolcszögletű panelnek köszönhetően. Hosszú időn keresztül barna bőrből varrott, a szelepnél fűzővel kötött labdákat használtak.

1962-ben vezették be a labdarúgás történetének egyik legnagyobb találmányát a 20 hexagonból és 12 pentagonból szerkesztett 32 részes labdát, amelyet a források szerint a modern futball-labda atyjának nevezett (Father of the Modern Soccer Ball) Eigil Nielsen hozott létre. A labdát egy síklapokkal határolt testből konstruálta. Egy ilyen testnek minden csúcsánál egy szabályos ötszög és két szabályos hatszög találkozik egymással.
Magyarországon Lévay József és Lénárt Ferenc bőripari szakemberek 1952–1953-ban kezdtek kísérletezni a labdagyártás továbbfejlesztésével és azzal, hogy hogyan lehet ötszögekből és hatszögekből összevarrni. Egy újítás alapján labdabőrt, spaltboxot és bélésbőrt termeltek a bőrgyárban 5—18 dm2-es hulladéknak számító hasítékbőrökből. Az így kikészített bőrök nagy részéből futball- és kézilabdát készítettek. Ezenfelül a bőrszeletek alábélelése is az újításhoz tartozott. A több szeletből összevarrt labda így kerekebb lett, az alábélelésnek köszönhetően pedig a marhabőr, ha beitta a vizet, nem deformálódott olyan mértékben, mint korábban. Az öt, illetve hatszögekből álló felület kialakítását 1960-ban újításként fogadták el. Így azt a módszert is, hogy miként lehet ezeket az elemeket megfelelően összeilleszteni. A simontornyai bőrgyárból látták el ilyen új mintázatú, kézzel varrott bőrlabdákkal az egész világot, eleinte bőr, majd műbőr labdával. Az nem ismert, hogy a magyar labdáknak köze van az 1968-as labdarúgó-Európa-bajnokságon bemutatott Adidas Telstar Elast márkanevű futball-labda  kifejlesztésében.
A Telstar volt az első világbajnokságon használt futball-labda, amelynek a létrehozó a csonkított ikozaéder formát használták a sportszer tervezésénél, amelyet 12 fekete ötszögletű és 20 fehér hatszögletű bőrből készült panelből szerkesztettek. A Telstar 18 nevet viselte a 2018-as labdarúgó-világbajnokság labdája, amely az 1970-es világbajnokság meccslabdájának modernizált verziója volt.

## A FIFA által jóváhagyott futball-labda
A nemzetközi mérkőzéseken használt futball-labdáknak minőségi szempontból a FIFA előírásainak kell megfelelniük. Az 1970-es mexikói világbajnokságon használtak először központilag biztosított hivatalos futball-labdákat.
A minősített labdák 3 kategóriája 2016. január 1-jétől
- FIFA Quality Pro
- FIFA Quality
- IMS International Match Standard [32]

A labdatesztet végző szakemberek a tesztelés, ellenőrzés legmegbízhatóbb módjait választják. Első körben laboratóriumi tesztelésen kell megfelelni a labdának. A vizsgálatok egy részét robotra bízzák. A tesztelő robot képes arra, hogy teljesen egyforma rúgásokat adjon a labdának. Ezáltal érhető el, hogy ezek a rúgások ugyanolyan sebességgel, ugyanolyan erővel, ugyanabban a szögben, egymás után a szükséges számban megismételve segítsék a minél tökéletesebb értékelést.
Ezután profi játékosokkal valós környezetben (pályán) is tesztelik.
- A kerületteszt. A labda optimális irányításához, amely cselezéskor és labdavezetéskor

elengedhetetlen, szükséges, hogy a kerület bárhol mérve ugyanakkora legyen.
Referenciaérték: 68,5–69,5 cm.      
- A gömb alak megtartásának tesztje. Minél tökéletesebb kerek alakja van a labdának, annál kiegyensúlyozottabban viselkedik levegőben, annál pontosabb és kiszámíthatóbb lesz a röppályája. Referenciaérték: a legkisebb és legnagyobb átmérő közötti különbség max. 1,5% lehet.

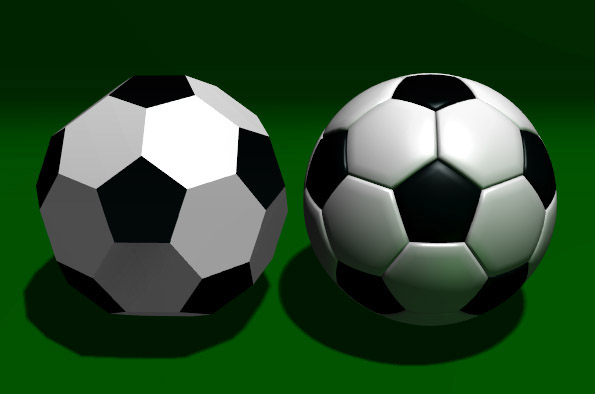
Csonkolt ikozaéder és egy futball-labda

- A súlyteszt. Mivel egy mérkőzés alatt is több labdát használnak, ezért is nagyon fontos, hogy a labdák súlya egy minimális tűréshatáron belül megegyezzen. A túl könnyű vagy túl nehéz labda kiszámíthatatlanul viselkedhet, ezáltal jelentősen ronthatja a játékosok teljesítményét. Referenciaérték: a labda súlya 420 és 445 gramm között változhat.
- Vízhatlansági (vízfelvételi) teszt. A labdának ugyanazt a teljesítményt kell nyújtania mind nedves, mind száraz talajon. A nedves, ezáltal nehéz labda lassabban repül a levegőben, másképp pattan és csavarni is nehezebb, mint a száraz labdát. Referenciaérték: a vízfelszívást követően max. 10%-kal nőhet a labda súlya.
- Az alak és a méret megtartásának tesztje (tartós terhelés alatt). A labdának a játék utolsó perceiben is ugyanúgy kell viselkednie, mint a játék kezdetekor. A tesztelés végén csak minimális eltérés lehet a labdában lévő levegő nyomásában, a labda gömb alakjában és a varrásnak, valamint a szeleprésznek is sérülésmentesnek kell lennie. Referenciaérték: 2000 lövés 50 km/h sebességgel.
- A nyomásveszteség tesztje. Ha a labdából a játék során sok levegő szökik el, jelentősen csökken az esélye a hosszú indításoknak. Az ellenőrzés során a labdát maximális értékre fújják fel és a nyomásveszteséget 72 óra múlva ellenőrzik. Referenciaérték: max. 20% nyomásesés 72 óra alatt.
- A visszapattanás tesztje. Lényeges követelmény, hogy a játékos tisztában legyen azzal, hogy a labda hogyan viselkedik passzoláskor vagy ha lábbal, combbal, mellel leveszi azt. A tesztelést úgy végzik, hogy a labdát 2 m-es magasságból acéllemezre dobják. Referenciaérték: a legkisebb és legnagyobb visszapattanás között max. 10 cm eltérés lehetséges.
- Továbbá: Fontos szempontként jelentkezik, hogy a labda minél tovább őrizze meg eredeti külsejét, az egyedi dizájn tartós legyen. Ezt üveg alatti festéssel érik el.

A "FIFA által jóváhagyott" mérkőzéslabdák magas árkategóriába tartoznak. A világmárkák (ADIDAS, NIKE, PUMA stb.) egy-egy eseményre (VB, EB, BL, Afrika-kupa stb.) mindig kifejlesztenek egy csúcskategóriás labdát, amelyhez általában tartozik egy alacsonyabb árkategóriás edzéslabda is.

### A labdarúgó-világbajnokságok meccslabdáinak története
Az első világbajnokságokon használt labdák színe kötelezően barna volt (az elkészítés technológiai folyamata akkor még nem tette lehetővé más színű labdák előállítását), a száját fűzővel kötötték meg. Az alkalmazott labdákat a világbajnoki tornát rendező ország kézműipara biztosította.
1951 óta már hivatalosan is használtak fehér színű labdákat, de a barna labda még vagy húsz évig használatban maradt, csak már nem volt szája, hanem a levegőnyílását egy önzáró tömőcsonk biztosította.

#### Telstar

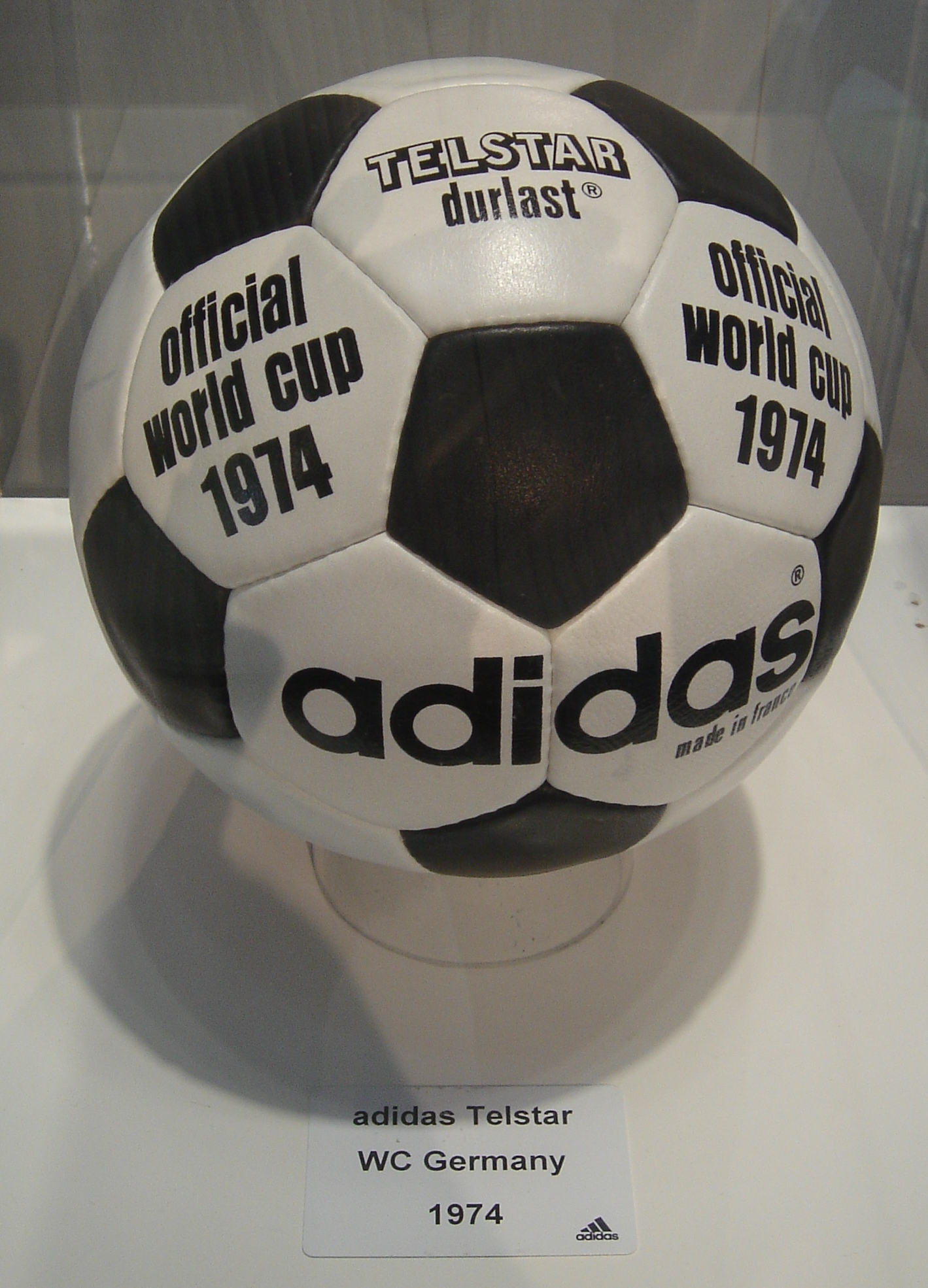
A Telstar 1974-ből

Mexikóban  rendezték a IX., az 1970-es labdarúgó-világbajnokság mérkőzéseit, ahol a Nemzetközi Labdarúgó-szövetség (FIFA) először alkalmazott központilag biztosított labdákat.
Amikor a FIFA első alkalommal megbízta az Adidas-t azzal, hogy készítse el a világbajnokság hivatalos meccslabdáját, a vállalat máris a világ vezető futballmárkájává vált.
Mint minden más labda abban az időben, az Adidas Telstar is teljesen bőrből készült; viszont 32 panelből álló kialakítása egyedi volt. A labdát kézzel varrták 12 fekete, ötszög alakú és 20 fehér, hatszög alakú panelből; így az Adidas elkészítette kora legkerekebb labdáját.
A Telstar forradalmi tervezése futballtörténelmet írt: ez volt a világ első fehér labdája, melyet fekete ötszögek díszítettek. A Telstar forradalmi tervezése (a Telstar az 1962-ben Föld körüli pályára állított, nagyjából gömb alakú amerikai távközlési műhold volt) sokkal láthatóbbá tette a labdát fekete-fehér televízión nézve. A mai napig az Adidas Telstar a futball-labdák archetípusa maradt.

#### Telstar és Chile
Németország bonyolította le a X., az 1974-es labdarúgó-világbajnokság találkozóit, ahol két Adidas meccslabdát használtak. A Telstar ismét feltűnt, de az arany helyett fekete márkajelzéssel. Továbbá az Adidas a Telstar sikerén felbuzdulva bemutatta a teljesen fehér színben készült Adidas Chilet (miután 1962-ben Chilében egy teljesen fehér labdával játszottak a csapatok). A Telstar és a  Chile ugyanazokból az anyagokból és ugyanolyan technikával készült, mint a négy évvel korábban használt labda.

#### Tango

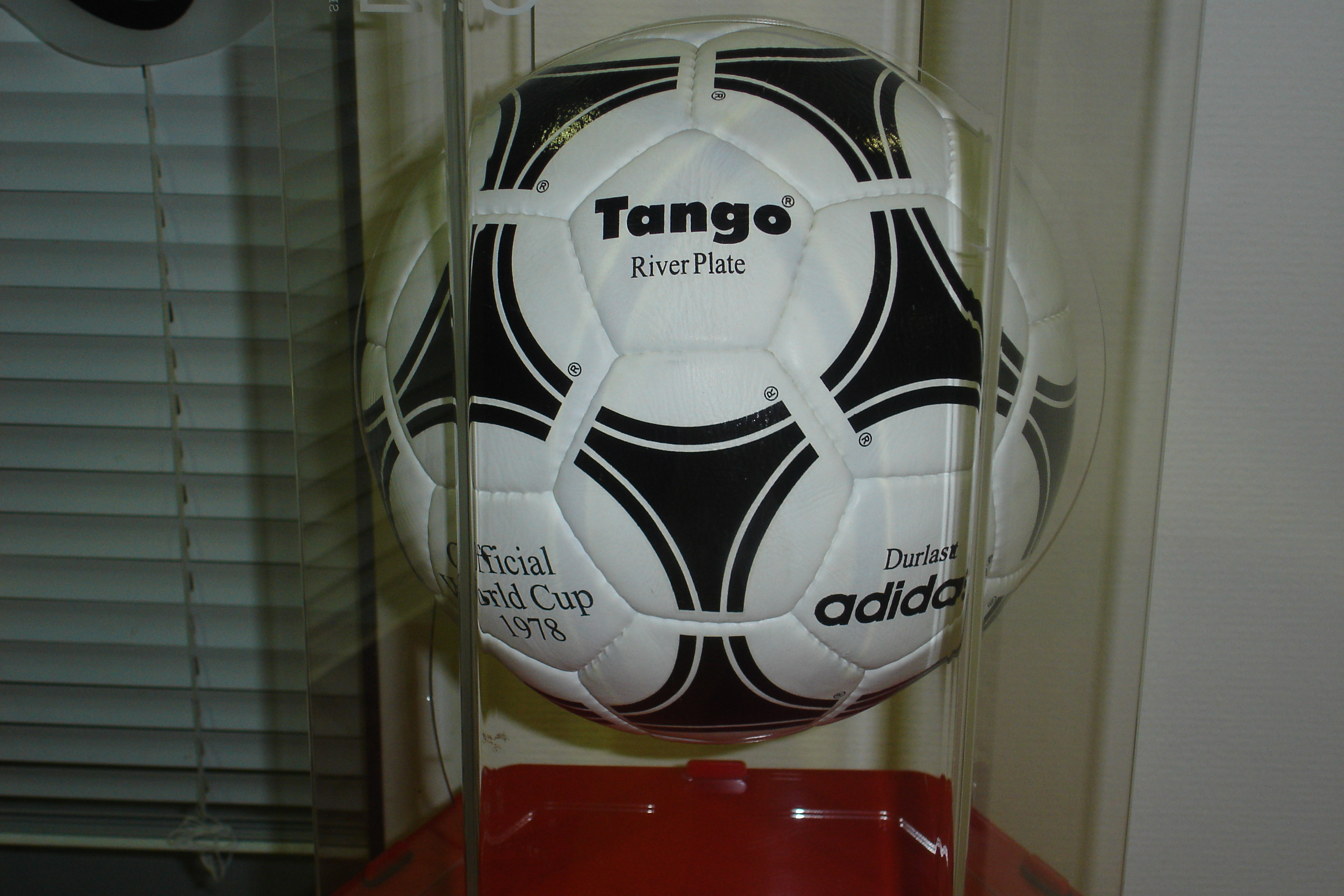
A Tango' labda (1978)

Argentína bonyolította le a XI., az 1978-as labdarúgó-világbajnokság találkozóit. Ezen a tornán a futball-dizájn egy újabb forradalmat élt át, melyet az Adidas a Tango bemutatásával indított útjára. Az Adidas ismét olyat alkotott, amit a futball-dizájn klasszikusai között tartunk számon. A labda ötszögletű és hatszögletű panelekből állt, valódi bőrből is készült. A panelek mintázata úgy állt össze, hogy optikailag 12 egyforma kör illúzióját keltették. A következő öt FIFA futball-világbajnokságon használt meccslabdák tervezése az Adidas Tango tervei alapján történt. A Tango még jobban reagált az időjárási viszonyokra, inspirációját pedig Argentína szenvedélyességéből, érzelemvilágából és eleganciájából merítette.

#### Tango España
Spanyolországban rendezték a XII., az 1982-es labdarúgó-világbajnokság találkozóit.
Az eredeti, 1978-ban készült Tango-dizájnon csak keveset változtattak 1982-ben. A Tango España mégis rendelkezett egy jelentős technológiai újítással. A Tango España alapanyaga még mindig bőr volt, de már vízálló, és megerősített varrással készült. Ez hathatósan csökkentette a labda vízfelszívó tulajdonságát, így minimalizálta a nedves időben tapasztalható súlynövekedést.

#### Azteca

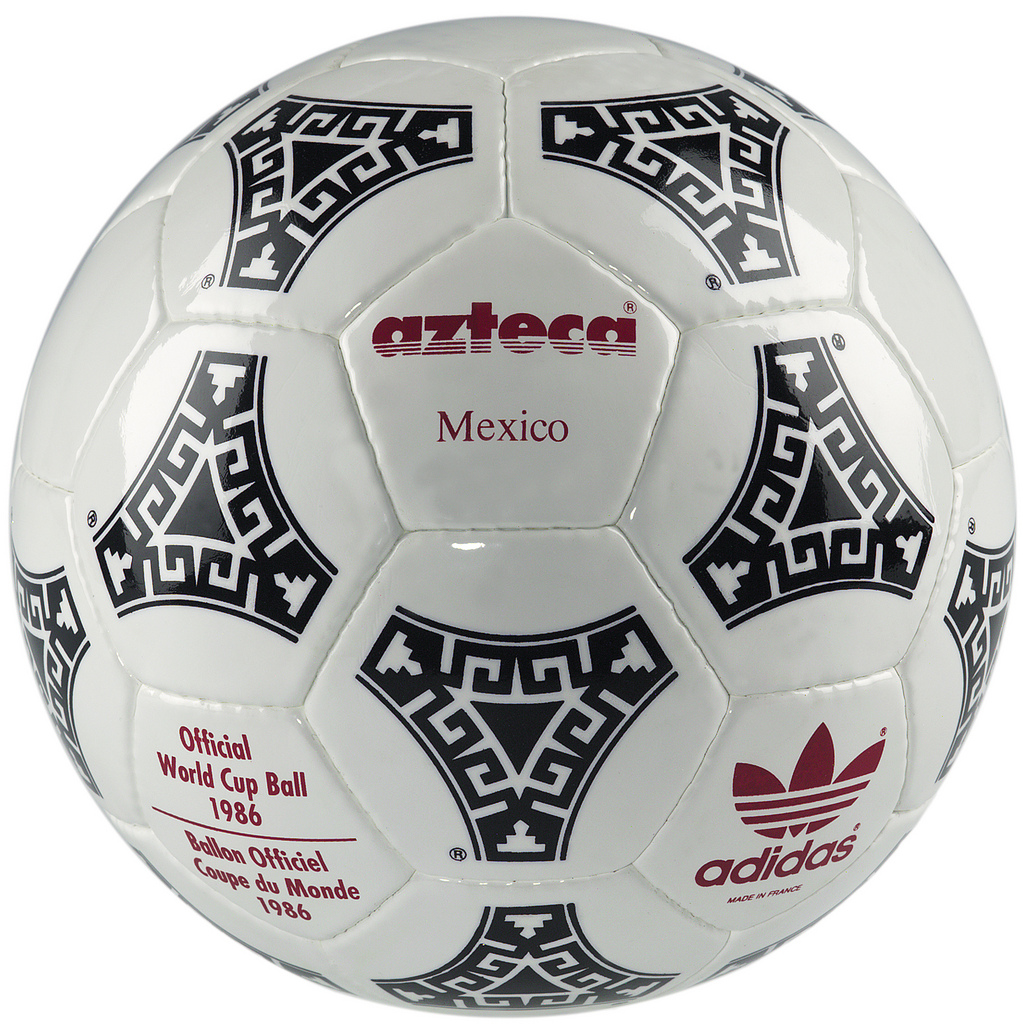
Az 1986-os Adidas Azteca

Mexikóban rendezték a XIII., az 1986-os labdarúgó-világbajnokságot. A tornára készült meccslabda forradalmasította a futballt és a labdakészítési technikát.
Az Adidas Azteca volt a világbajnokság történetének első szintetikus anyagból készült meccslabdája. A szintetikus anyagból készült labda jóval tartósabb és ellenállóbb volt a vízzel szemben, mint elődei. Az Adidas Azteca sosem látott teljesítményt nyújtott kemény talajon, magaslati terepen és vízzel érintkezve is, így óriási lépést jelentett a játék fejlődésében. Elegáns és kifinomult díszítése a vendéglátó nemzet ősi, azték építészetéből és falfestményeiből merített ihletet.

#### Etrusco Unico
Olaszországban rendezték a XIV., az 1990-es labdarúgó-világbajnokság mérkőzéseit.
A modern labdák valójában egy unciával (28,35 grammal) többet nyomtak, mint a háború előtti futball-labdák. Az Adidas Etrusco Unico szintén szintetikus anyagból készült; ez volt az első meccslabda, amelynek belsejében egy réteg poliuretán hab volt található, ami tökéletesen vízállóvá, energikussá és gyorssá tette az  Etrusco Unicot. A név és a tekervényes dizájn Olaszország ősi történelméből és az etruszk képzőművészetből nyert inspirációt. Három etruszk oroszlánfej díszíti a labdát alkotó 20 Tango háromszög mindegyikét.

#### Questra
Az Amerikai Egyesült Államokban rendezték a XV., az 1994-es labdarúgó-világbajnokságot. Az Adidas bemutatta az első olyan meccslabdát, amelyben high-tech színvonalat képviselő, az energiahasznosítást maximálisan elősegítő polietilén habréteget helyeztek el. A polietilén réteg miatt a Questra rúgáskor puhábbnak tűnt (így irányíthatóbbá vált), és az elrúgás pillanatában is gyorsabb volt. Az űrtechnika és a nagysebességű rakéták inspirálták a tervezőket, továbbá az amerikai  sztárok iránti rajongás. A  Questra új mércét állított fel a labdák megjelenését tekintve is.

#### Tricolore

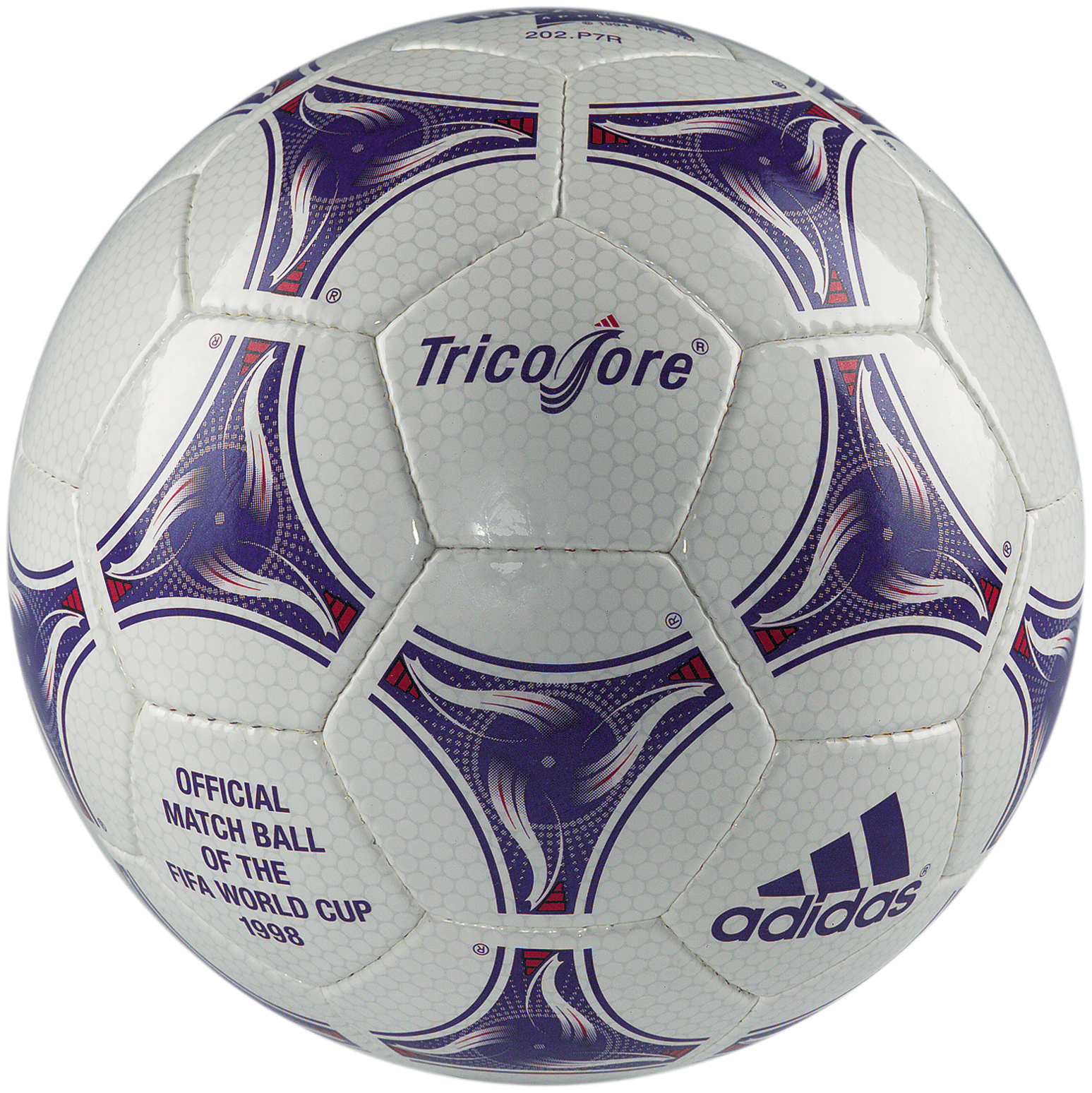
A franciaországi torna meccslabdája, az Adidas Tricolore

Franciaországban rendezték a XVI., az 1998-as labdarúgó-világbajnokságot.
Az Adidas Tricolore volt a legelső többszínű meccslabda. A francia zászló, a nemzeti színek (a trikolór) és a kakasmotívum, a francia nemzet és futballszövetség hagyományos szimbóluma ihlette a labda nevét és dizájnját.
Az Adidas Tricolore egy továbbfejlesztett szintetikus hab felhasználásával készült. Ez egy tömör szerkezetű anyag, amely gázzal töltött, egyenként lezárt, nagy ellenálló képességű mikrocellákból áll. A szintetikus hab tovább növelte a labda tartósságát, energiahasznosító képességét és rugalmasságát.

#### Fevernova
Dél-Korea és Japán közösen rendezte a XVII., a 2002-es labdarúgó-világbajnokság mérkőzéseit. Az Adidas Fevernova volt az első, világbajnokságon használt labda 1978 óta, amely szakított a Tango hagyományos dizájnjával. Színes, újszerű megjelenése az ázsiai kultúrából merített ihletet. A Fevernova egy olyan továbbfejlesztett szintetikus hab felhasználásával készült, amely kiemelkedővé tette a labda teljesítményét; továbbá egy háromrétegű hurkolt váz került a labda belsejébe, hogy a labda röppályája pontosabb és kiszámíthatóbb legyen.

#### Match Ball + Teamgeist

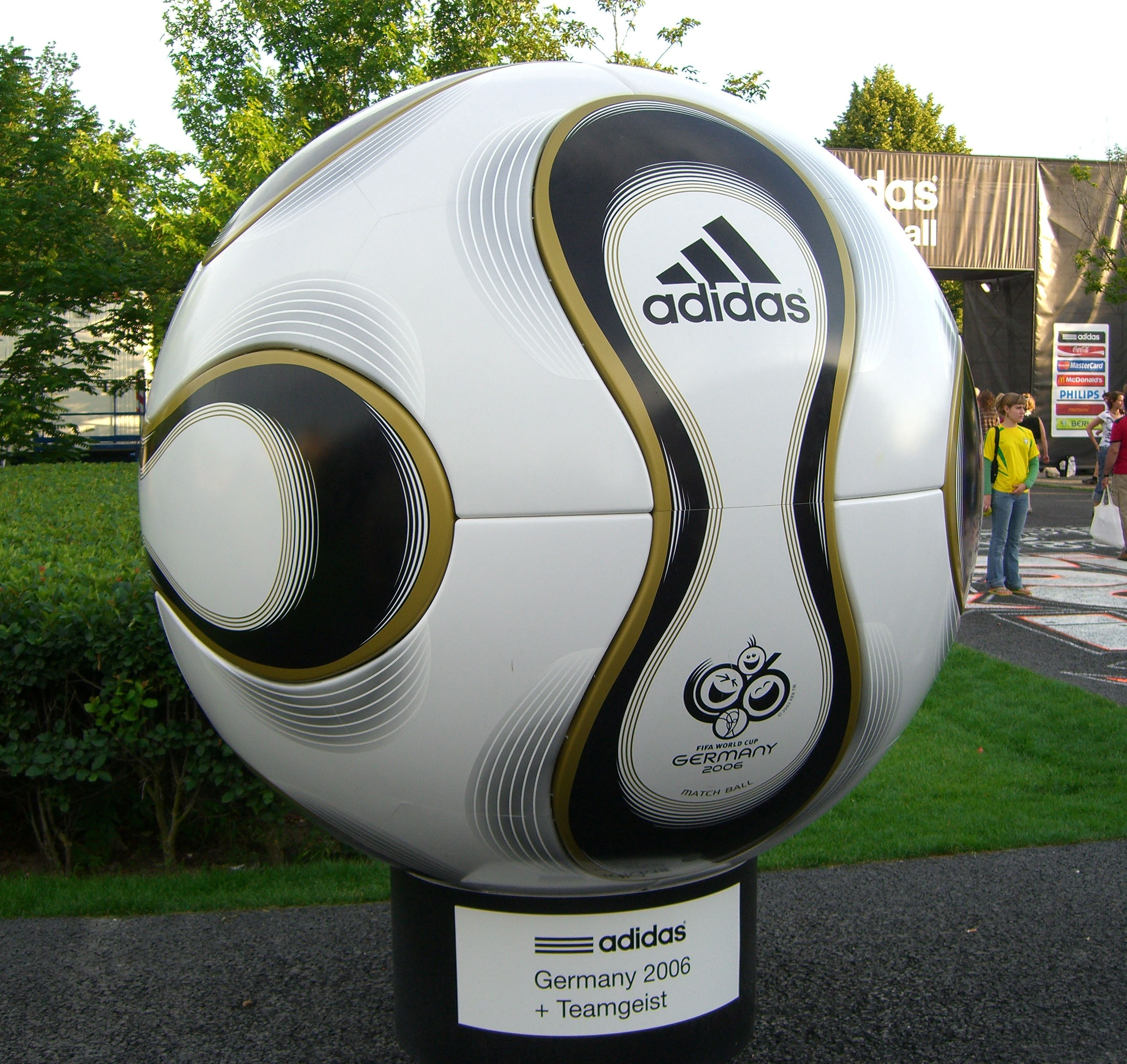
Teamgeist a 2006-os labdarúgó-világbajnokság hivatalos mérkőzéslabdája.

Németországban rendezték a XVIII., a 2006-os labdarúgó-világbajnokság találkozóit.
Az erre a sporteseményre készült meccslabda ismét forradalmi az újító tervezését és teljesítményét tekintve.
Az új Adidas meccslabdát 2005. december 9-én mutatták be hivatalosan a világbajnokság lipcsei csoportsorsolásának alkalmával. 2005. december 10-től világszerte forgalomba hozták az új Adidas meccslabdát.

#### TerraPass
Ausztria és Svájc közösen rendezte a XIII., a 2008-as labdarúgó-Európa-bajnokság (EB) döntő tornáját. Az EB hivatalos labdájának (EuroPass) 2009-es változata. Forradalmian új játékfelület a nagyobb labdasebesség elérésének érdekében. Az egyedülálló panelszerkezet megakadályozza a labda deformálódását. Maximális lövéspontosság és labdakontroll jellemzi. 100%-ban vízálló.

#### Jabulani
Dél-Afrika rendezte a XIX., a 2010-es labdarúgó-világbajnokság küzdelmeit, ahol új fejlesztésű labdával játszották a találkozókat. A FIFA jóváhagyta hivatalos labdának a Jabulani nevet viselő játékszert. Az Adidas Jabulani neve a zulu nyelvben azt jelenti: ünnepelni. S hogy miért? Tulajdonképp a futballszurkolók szenvedélyes ünneplése ihlette az elnevezést. A labdát a mágikus 11-es szám övezi: 11 színű, ami utal a csapatokat alkotó játékosok számára, Dél-Afrika 11 hivatalos nyelvére és az ország 11 megyéjére. Az Adidas Jabulani minden idők leggömbölyűbb labdája – gyártói azt ígérték, bármilyen időjárási körülmények között tökéletesen stabil marad. A tapasztalatok azonban azt mutatták, hogy a Jabulani repülése nem elég stabil, visszapattanása kiszámíthatatlan. A nyolc domború, varrások nélkül összeerősített elemből álló labdát a FIFA rendelte az Adidastól.

#### Brazuca

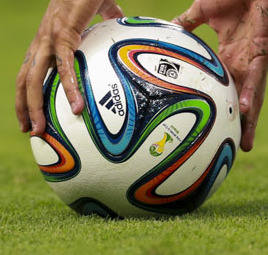
Brazuca a 2014-es labdarúgó-világbajnokság hivatalos mérkőzéslabdája

A 2014. évi világbajnokság labdáját, a Brazucát másfél évig tesztelték. Az új 437 grammos játékszer legnagyobb újdonsága a hatpaneles felépítés. Nevét egy egymillió futballrajongót megmozgató szavazás után kapta, tulajdonképpen szlengszó, jelentése „brazil”, ami a dél-amerikai ország lakóinak közismerten könnyed életformájára is utal.

#### Telstar 18 és Mecsta
A csoportkörben az eredeti Adidas Telstar mintájára elkészített labdát használták. Az egyenes kieséses szakaszban is egy hasonló labda került felhasználásra, csak különböző színekkel. Az utóbbi a Mecsta nevet viselte, ami orosz jelentése Álom.

#### er-Rihla és el-Hilm

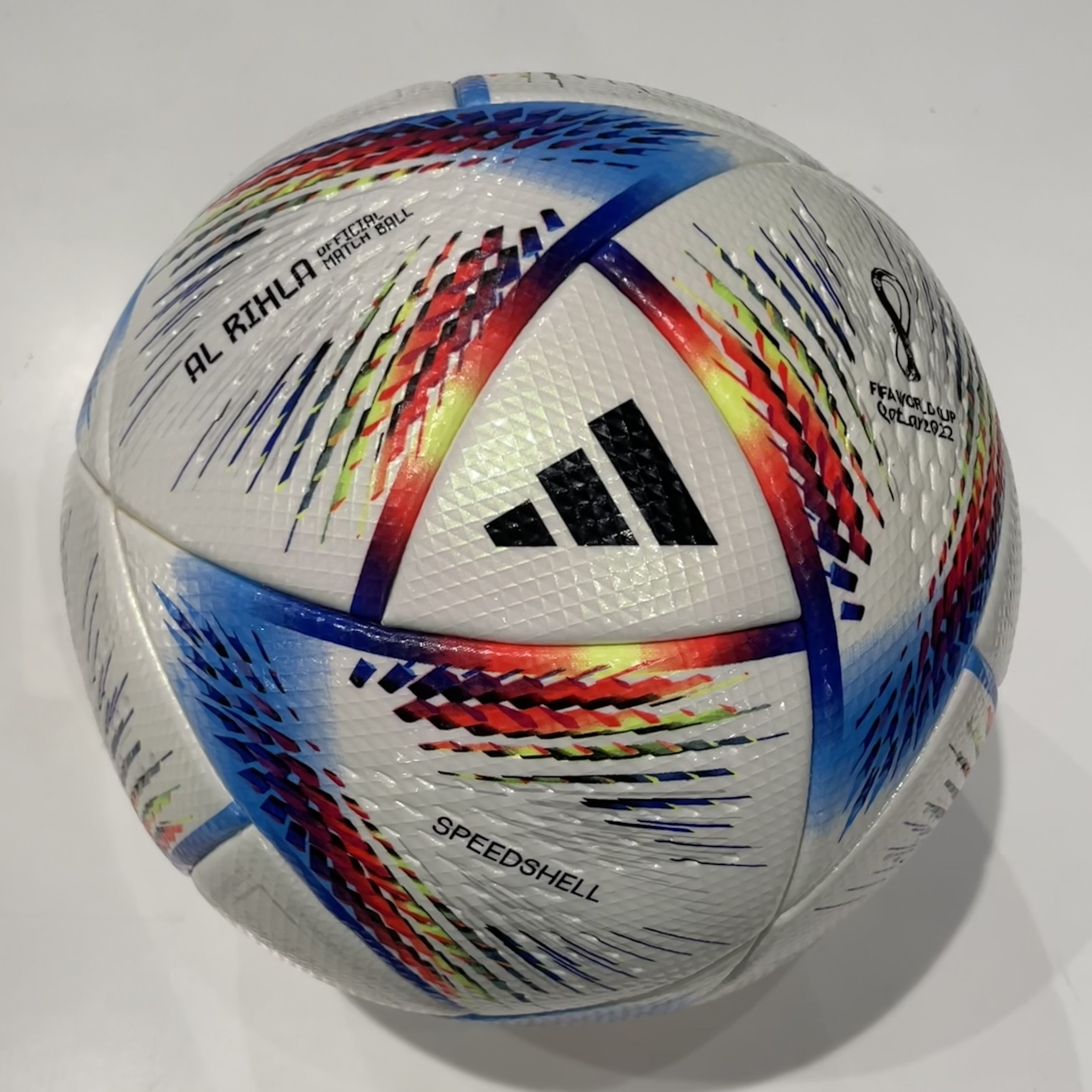
A 2022-es tornán használt er-Rihla

Az Adidas er-Rihla és el-Hilm labdákat a 2022-es világbajnokságon használták, a két szó jelentése arabul Az Utazás és Az Álom. Az első labdát az elődöntőkig használták, ekkor vette át helyét az el-Hilm. A labdák fő célja a fenntarthatóság volt, így víz alapú festékekkel voltak elkészítve. Mindegyik labda tartalmazott egy érzékelőt, ami segítette a videóbíró munkáját a torna során. A FIFA a torna előtt a SpaceX Falcon 9 rakétáján az űrbe küldte a labdák egyikét.